# Saison 2 d'Alerte Cobra
Chronologie
Saison 1 Saison 3
Cet article présente le guide des épisodes la deuxième saison de la série télévisée Alerte Cobra.

## Distribution

### Acteurs principaux
- Erdoğan Atalay : Sami Gerçan (inspecteur)
- Mark Keller : André Fux (inspecteur)

### Acteurs récurrents
- Almut Eggert : Katharina Lambert (chef de service)
- Dietmar Huhn : Henri Granberger (brigadier)
- Sven Riemann : Poitevin (brigadier)
- Nina Weniger (de) : Regina Christmann (secrétaire)

## Diffusion
En Allemagne, la saison a été diffusée du 11 mars au 14 avril 1997, sur RTL Television.
En France, la saison a été diffusée du 18 au 26 mars 1999 sur TF1.

## Épisodes

### Épisode 1:L'enfant abandonné
- Allemagne : 11 mars 1997 sur RTL Television
- France : 18 mars 1999 sur TF1

### Épisode 2:De sang froid
- Allemagne : 18 mars 1997 sur RTL Television
- France : 19 mars 1999 sur TF1

- Karl Heinz Maslo : René Dubeck (le preneur d'otage)
- Klaus Herm : (le grand père)
- Alexander Höchst : Tom Menzer (le gendre, conjoint de Sabine)
- Anna-Maria Roskewitsch : Lisa Grünberg (la mère)
- Viola Morlinghaus : Sabine Grünberg (la fille)
- Viktoria Wittek : Naomi Grünberg (la petite fille)

### Épisode 3:Le fusil à pompe
- Allemagne : 25 mars 1997 sur RTL Television
- France : 22 mars 1999 sur TF1

- Dirk Wäger
- Andreas Herder
- Natascha Bonnermann

### Épisode 4:Atterrissage en catastrophe
- Allemagne : 1er avril 1997 sur RTL Television
- France : 23 mars 1999 sur TF1

### Épisode 5:L'attentat
- Allemagne : 8 avril 1997 sur RTL Television
- France : 25 mars 1999 sur TF1

### Épisode 6:La fille perdue
- Allemagne : 14 avril 1997 sur RTL Television
- France : 26 mars 1999 sur TF1

- Michael Habeck : Richard de Sand (le père)
- Annette Kreft : Regine de Sand (la mère)
- Sandra Leonhard : Andrea de Sand (l'adolescente en fuite)
- Anne Richter : Stéphanie de Sand (la sœur d'Andrea)
- Maximilian Wigger : Freddy Wilier (un routier)
- Manfred Richter : Joe (un routier)